# 흑백 텔레비전
흑백 텔레비전은 컬러 텔레비전의 전신격인 텔레비전이다.

## 역사
1931년 미국에서 시험 방송을 시작하였고 현재는 전 세계에서 가장 유명한 방송사가 된 영국의 BBC를 위시한 여러 방송사가 서로 앞다투어 흑백 텔레비전 방송을 시작하였다. 현재는 운영되지 않고 컬러 텔레비전에 자리를 물려준 상태이다.

### 대한민국
대한민국은 1966년 금성사(현 LG전자)가 흑백 텔레비전을 최초로 만들어서 시험 방송했고 당시 KBS, MBC, 동양방송(1980년 12월 1일 부로 KBS로 인수 합병)이 유명한 방송사였지만, 1980년 12월 1일 컬러 텔레비전 방송이 시작되면서 1984년 12월 1일부터는 흑백 텔레비전 시청료를 결국 받지 않았다.

## 원리
흑백 텔레비전 원리는 발신 측에서는 휘도 신호(Y신호)를 전송하고 수상기에서는 주사선 525개(미국 기준이고 여타 국가는 달랐을 수 있다)와 다른 동기신호를 사용하고 비월주사하여 브라운관에 화상을 나타낸다. NTSC 방식은 기존 흑백 텔레비전과 호환성을 유지하고자 휘도 신호는 그대로 전송하고 색도 신호는 휘도 신호에 중첩하게 하여 전송하고 주사선이 525개로 동일하다.